# Camionetta AS 42 Sahariana
A Camionetta AS 42 „Sahariana” egy olasz felderítő jármű volt, melyet a második világháború alatt használtak. A járművet kifejezetten az észak-afrikai hadszíntérre tervezték (az „AS” betűk az „Africa Settentrionale” szó rövidítése, ami Észak-Afrikát jelent).

## Történet
Az 1930-as években az olasz hadsereg Észak- és Kelet-Afrikában használt néhány magas mobilitású járművet, melyeket nehéz géppuskákkal szereltek fel, de 1940 őszén, Líbiában a katonai hadműveletek kezdetével a brit erők ellen vívott csatákban nagyon jó teljesítményű kerekes fegyverhordozókkal találták szembe magukat. Néhányat közülük zsákmányul ejtettek, majd felhasználtak az 1941-es olasz ellentámadások folyamán. Az olasz hadsereg nagy számban zsákmányolt brit könnyű teherautókat, melyeket később olasz gyártmányú géppuskákkal és kisebb lövegekkel szereltek fel. Az olaszokat ez inspirálta arra, hogy 1942-ben néhány AS 37 Autocarro Sahariano teherautót (Szahara teherautó) módosítsanak és felfegyverezzenek. Ezek főleg páncélozatlan járművek voltak, melyeket a páncélautók támogatására, járőrözésre és felderítésre használtak, különösképpen a brit Nagy Hatótávolságú Sivatagi Csoport (British Long Range Desert Group vagy LRDG) ellen.
1942 júliusában az Indipendent Compagnie Camionettisti (fegyverhordozó század) a 10° Reggimento Arditi-ból, létrehozott egy elit egységet, amely a hosszú távú járőrözésre és rajtaütésszerű támadásra specializálódott. A Regio Esercito (Királyi Hadsereg) igényelt néhány új magas mobilitású felfegyverzett járművet. Az SPA- Viberti Társaság javasolt két megoldást az év elején, az egyik a Camionetta AS 42, a másik a Camionetta AS 43 volt. Az első egyenesen az AB 41 páncélautóból lett kifejlesztve, a másik az AS 37 teherautóból. Az AS 42 vagy Camionetta Desertica Modello 42, illetve ahogy a katonák egymás között hívták, Sahariana sorozatgyártása 1942 augusztusában kezdődött. A jármű motorja hátul helyezkedett el, középen tágas helyet biztosítottak az öt főnyi személyzet és a fegyverzet számára. A jármű négy kanna vizet tudott szállítani az elejében és 20 kanna gázolajat az oldalain, illetve lőszert és ételt a hosszú távú akciókhoz. A fegyverzet általában egy-három Breda 37 géppuskából, egy 20 mm-es Solothurn páncéltörő puskából, egy 20 mm-es Breda 35 légvédelmi ágyúból vagy egy 47/32 lövegből állt. Az alváz és a mozgó alkatrészek az AB 41 páncélautóból származtak, de nem volt hátsó kerék kormányzás vagy hátsó vezető pozíció kialakítva. Néhány járműbe nagy hatótávolságú rádiót építettek, ezeket parancsnoki járműnek használták és csak egy géppuskával szerelték fel őket. A nyitott fülkét mindössze egy vízálló ponyvával lehetett lefedni. 1943 januárjában Camionetta II (Sahariana II vagy Metropolitana) néven egy módosított változatot kezdtek gyártani, melynek a hátsó részében két további rekeszt helyeztek el, illetve a hosszanti oldalain tárolókat szereltek fel 10 benzinkanna számára.
Az AS 42 teljesítménye nagyon jó volt, de a jármű drága, és mechanikailag bonyolult volt. Valamivel több mint 80 AS 42 készült el és került a Raggruppamento Sahariano, a 10° Reggimento Arditi kötelékébe, illetve néhány kiképzőközpontokba vagy kisebb egységekhez került. 26 Sahariana I terepjárót használtak Líbiában és Egyiptomban 1942 októberétől és Tunéziában 1943 januárjáig, amíg 18 Sahariana II terepjárót használtak Szicíliában 1943 júliusa és augusztusa között. Sok AS 42 megsemmisült a szövetségesek bombázása során a gyárakban vagy szállítás közben. Néhányat bevetettek a német ejtőernyősök ellen Rómában 1943. szeptember 9-10-én az olasz-szövetséges fegyverszünet után. Hat csatlakozott a 2. Fallschirmjäger hadosztályhoz a keleti fronton olasz személyzettel, mindet megsemmisítették az 1943-44-es téli harcok során. Tíz megmaradt Rómában a PAI vagy Polizia Africa Italiana (Olasz Afrikai Rendőrség) szolgálatában, egy Sherman harckocsi kilőtt egyet amikor az amerikai katonák behatoltak az olasz fővárosba 1944. június 4-én. Sem a Repubblica Sociale Italiana sem a németek nem gyártottak több AS 42 terepjárót. A háború után a megmaradó AS 42 Sahariana II az olasz rendőrség használatában maradt az 1950-es évek közepéig. Ezeknek hatfős személyzetük és egy rádiójuk volt.

## Festés és jelölések
Az első AS 42 széria az olasz homoksárga színre volt festve. A Sahariana II már a szabvány gyári háromszínű terepfestést kapta: közepes zöld és vörösesbarna foltok homoksárga alapon. Ezt a fajta festést alkalmazták az olasz harcjárműveken 1943 tavaszától. A háború után az olasz rendőrség járművei a vörös szín egy árnyalatára voltak festve. Ezeken a járműveken nem alkalmaztak alakulatjelöléseket a háború alatt, de mindegyik kapott olasz rendszámot.